# Sabrina Richter
Sabrina Richter, född som Sabrina Neukamp, 10 maj 1982 i Hagen i Västtyskland, är en tysk före detta handbollsspelare. Hon spelade som högersexa.

## Karriär
Richter började spela handboll vid fyra års ålder i TuS 03 Hagen. Hon spelade senare för Hasper SV och HSG Blomberg-Lippe. Säsongen 2002/03 blev hon bäste målskytt i andra bundesliga. Från 2004 till 2008 spelade hon i bundesligaklubben TSV Bayer 04 Leverkusen.  Det var under dessa år hon spelade mästerskap med tyska landslaget. Därefter spelade hon åter för Blomberg-Lippe. Sommaren 2012 slutade hon med elithandboll och spelade sedan för föreningen SG TuRa/Halden. Richter värvades i december 2014 av Borussia Dortmund i andra bundesliga. Klubben hade drabbats av flera skador. Efter att Richter hjälpt Borussia Dortmund att ta sig till bundesliga 2015 avslutade hon definitivt sin karriär.
Sabrina Richter spelade för Tysklands damlandslag i handboll vid EM 2006 och 2008 samt i OS 2008.. Hon debuterade landslaget den 24 maj 2002 mot Frankrike. De båda fjärdeplaceringarna vid EM 2006 och 2008 blev hennes bästa meriter. Hon spelade 147 landskamper och antecknades för  347 mål. Sedan 2021 har hon tränat Oberliga-laget SG TuRa Halden-Harbeck.

## Meriter i klubblag
- Vinnare av Challenge Cup 2005 med Bayer Leverkusen